# Drunken Tiger
Drunken Tiger (드렁큰타이거) es un grupo de hip-hop coreano formado en 1998. Sus primeros hits fueron "I want you" y "Do you know hip-hop", ambos de su disco debut. Se ha consolidado como el grupo de hip-hop más respetable de Corea junto con los desaparecidos CB Mass. 
Sus integrantes fundadores son DJ Shine (Byung-ook Lim) y Tiger JK (Jung-kwon Suh), ambos coreano-americanos. Anteriormente DJ Shine formaba parte del grupo Koast2Coast y Tiger JK lanzó un disco en solitario llamado "Call me tiger", del que algunas canciones fueron incluidas posteriormente dentro del repertorio del grupo. En su carrera los han acompañado diferentes artistas del género como DJ Jhig, Micki Eyes y Roscoe Umali. Actualmente sólo Tiger JK es miembro activo de la banda.
Se caracterizan por sus letras tanto en inglés como en coreano, aunque predomina este último. Algunas de sus canciones tienen versiones en los dos idiomas.
Pertenecen a una comunidad de hip-hop coreana llamada "M.O.V.E.M.E.N.T", a la cual pertenecen otras figuras del hip-hop como Dynamic Duo (exmiembros de CB Mass), Lessang, Tasha, Buga Kingz y Epik High, entre otros. 
Pese a ser un grupo principalmente coreano, gran parte de sus fanes son de Estados Unidos. Drunken Tiger también ha cruzado algunas fronteras gracias a su participación en la música para el juego de baile "Pump It Up", siendo conocido también en países de Latinoamérica.

## Discografía
- 1999 'Year of the Tiger'

- 2000 'The Great Rebirth'

- 2001 'The Legend Of...'

- 2003 'Foundation'

- 2004 'One is not a Lonely Word'

- 2005 '1945 Liberation'

- 2007 'Sky Is The Limit'

- 2009 'Feel Ghood Muzik'

En Latinoamérica es muy conocido Drunken Tiger, por la incorporación de Dos de sus temas en el videojuego como " I Want You" y "Emergency" este último conocido así por cuestiones de edición de la compañía Andamiro, productora del videojuego Pump It Up.
Dentro de este videojuego ha tenido participación directa en la edición de sus canciones, una de esas participaciones es con BanYa, grupo perteneciente a Andamiro, compañía productora, en la Canción Betrayer, Junto con E-Yahpp líder de BanYa.